# Phystis chinchipensis
Phystis chinchipensis är en fjärilsart som beskrevs av Hayward 1964. Phystis chinchipensis ingår i släktet Phystis och familjen praktfjärilar. Inga underarter finns listade i Catalogue of Life.